# Pseudostenophylax
Pseudostenophylax är ett släkte av nattsländor. Pseudostenophylax ingår i familjen husmasknattsländor.

## Dottertaxa tillPseudostenophylax, i alfabetisk ordning[1]
- Pseudostenophylax acutifalcatus
- Pseudostenophylax adlimitans
- Pseudostenophylax alcor
- Pseudostenophylax amphion
- Pseudostenophylax amplus
- Pseudostenophylax amurensis
- Pseudostenophylax angulatus
- Pseudostenophylax angustifalcatus
- Pseudostenophylax aniketos
- Pseudostenophylax arwiel
- Pseudostenophylax auriculatus
- Pseudostenophylax bifalcatus
- Pseudostenophylax bifurcatus
- Pseudostenophylax bimaculatus
- Pseudostenophylax brevis
- Pseudostenophylax burmanus
- Pseudostenophylax clavatus
- Pseudostenophylax difficilior
- Pseudostenophylax difficilis
- Pseudostenophylax dikaios
- Pseudostenophylax dorsoproceris
- Pseudostenophylax edwardsi
- Pseudostenophylax elongatus
- Pseudostenophylax euphorion
- Pseudostenophylax fimbriatofalcatus
- Pseudostenophylax flavidus
- Pseudostenophylax fo
- Pseudostenophylax fumosus
- Pseudostenophylax galathiel
- Pseudostenophylax garhwalensis
- Pseudostenophylax glycerion
- Pseudostenophylax griseolus
- Pseudostenophylax himalayanus
- Pseudostenophylax hirsutus
- Pseudostenophylax ichtar
- Pseudostenophylax incisus
- Pseudostenophylax ithuriel
- Pseudostenophylax jugosignatus
- Pseudostenophylax kamba
- Pseudostenophylax kashmirensis
- Pseudostenophylax kostjuki
- Pseudostenophylax latifalcatus
- Pseudostenophylax luthiel
- Pseudostenophylax martynovi
- Pseudostenophylax melkor
- Pseudostenophylax micraulax
- Pseudostenophylax mimicus
- Pseudostenophylax minimus
- Pseudostenophylax mitchelli
- Pseudostenophylax mizar
- Pseudostenophylax nectarion
- Pseudostenophylax obscurus
- Pseudostenophylax ondakensis
- Pseudostenophylax ovalis
- Pseudostenophylax pauper
- Pseudostenophylax riedeli
- Pseudostenophylax rufescens
- Pseudostenophylax sabadiel
- Pseudostenophylax schelpei
- Pseudostenophylax secretus
- Pseudostenophylax sophar
- Pseudostenophylax sparsus
- Pseudostenophylax squamolineatus
- Pseudostenophylax striatus
- Pseudostenophylax takaoensis
- Pseudostenophylax tenuifalcatus
- Pseudostenophylax thinuviel
- Pseudostenophylax tochigiensis
- Pseudostenophylax transbaicalensis
- Pseudostenophylax uriel
- Pseudostenophylax vietnamensis
- Pseudostenophylax xuthus
- Pseudostenophylax yunnanensis

## Bildgalleri

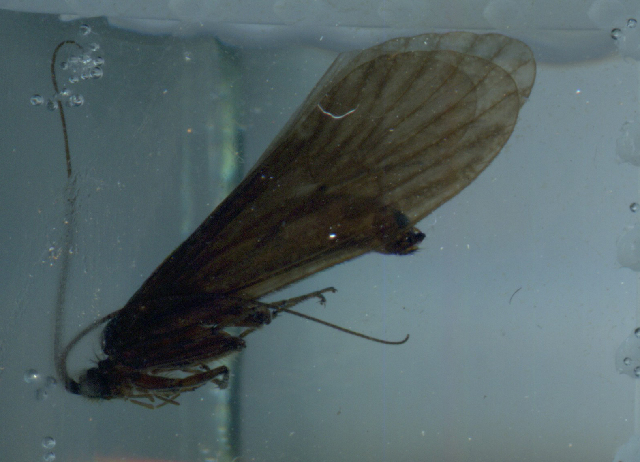
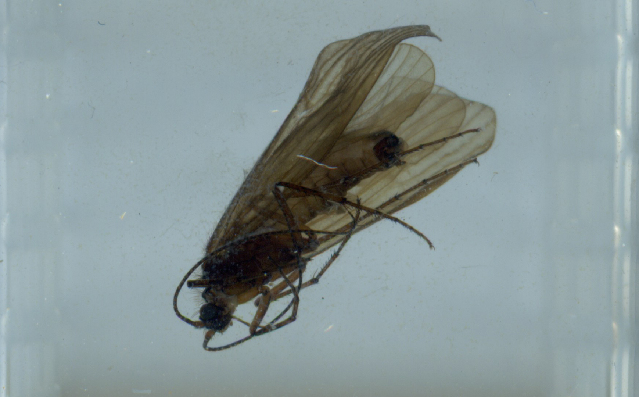